# Laraine Newman

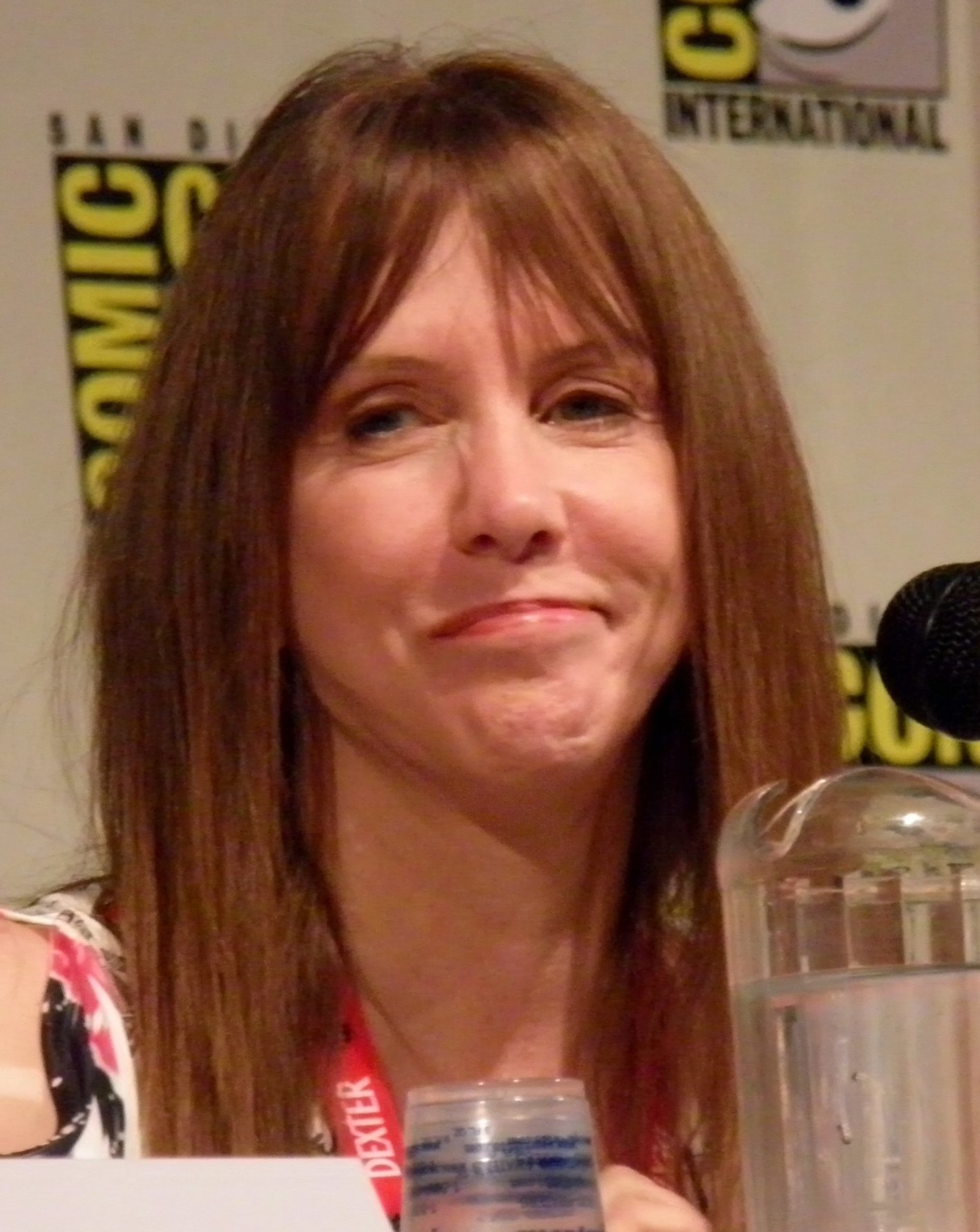
Laraine Newman, 2011

Laraine Newman (* 2. März 1952 in Los Angeles, Kalifornien) ist eine US-amerikanische Schauspielerin, Synchronsprecherin und Comedian.

## Leben
Newman besuchte die Beverly Hills High School und das California Institute of the Arts.
Sie begann ihre Karriere als Comedian in der bekannten Comedytruppe „The Groundlings“. Außerdem war sie Gründungsmitglied bei Saturday Night Live und trat dort von 1975 bis 1980 auf.
Ihre Filmkarriere stand unter keinem guten Stern, da sie bereits für ihren ersten Film Oh, Moses! (1980) viel Kritik einstecken musste.
Newman hatte viele Gastauftritte in bekannten Serien wie Hinterm Mond gleich links, Friends, Chicago Hope – Endstation Hoffnung, Eine himmlische Familie und Immer wieder Jim. Seit den 2000er-Jahren ist sie vor allem als Synchronsprecherin tätig.
Newman ist seit 1991 mit dem Schauspieler Chad Einbinder verheiratet. Die beiden haben zwei Töchter (* 1991 und Hannah * 1995).

## Filmografie (Auswahl)
- 1975: Manhattan Transfer
- 1975–1980: Saturday Night Live
- 1976: Tunnel Vision
- 1978: American Hot Wax
- 1980: Oh, Moses! (Wholly Moses!)
- 1983: We’re All Devo
- 1984: Her Life as a Man
- 1985: This Wife for Hire
- 1985: Perfect
- 1986: My Town
- 1986: Invasion vom Mars (Invaders from Mars)
- 1991: Ein Satansbraten kommt selten allein (Problem Child 2)
- 1993: Die Coneheads (Coneheads)
- 1993: Witchboard 2 – Die Tür zur Hölle (Witchboard 2: The Devil's Doorway)
- 1994: Familie Feuerstein (The Flintstones)
- 1996: Justin – Allein im Wald (Alone in the Woods)
- 2001: Die Monster AG (Monsters, Inc., Stimme)
- 2006: Ice Age 2 – Jetzt taut’s (Ice Age: The Meltdown, Stimme)
- 2006: Cars (Stimme)
- 2006: Tierisch wild (The Wild, Stimme)
- 2006: Der tierisch verrückte Bauernhof (Barnyard, Stimme)
- 2007: Könige der Wellen (Surf’s Up, Stimme)
- 2008: WALL·E – Der Letzte räumt die Erde auf (WALL·E, Stimme)
- 2009: Oben (Up, Stimme)
- 2009: Wolkig mit Aussicht auf Fleischbällchen (Cloudy with a Chance of Meatballs, Stimme)
- 2010: Toy Story 3 (Stimme)
- 2010: Rapunzel – Neu verföhnt (Tangled, Stimme)
- 2012: Der Lorax (The Lorax, Stimme)
- 2012: Ralph reichts (Wreck-It Ralph, Stimme)
- 2013: Die Monster Uni (Monsters University, Stimme)
- 2013: Ich – Einfach unverbesserlich 2 (Despicable Me 2, Stimme)
- 2014: Die Boxtrolls (The Boxtrolls, Stimme)
- 2014: Tom und Jerry und der verlorene Drache (Tom and Jerry: The Lost Dragon, Stimme)
- 2015: Alles steht Kopf (Inside Out, Stimme)
- 2015: Minions (Stimme)
- 2024: Ein klebriges Abenteuer – Daffy Duck und Schweinchen Dick retten den Planeten (The Day the Earth Blew Up: A Looney Tunes Movie, Stimme)
- 2024: Ich – Einfach Unverbesserlich 4 (Despicable Me 4, Stimme)
- 2024: The Great Kamino Kaper – A Live Staged Reading of Star Wars – Attack of the Clones (Fernsehfilm, Stimme)
- 2024: Maxxie LaWow – Drag Super-shero (Stimme)

### Gastauftritte
- 1982: Chefarzt Dr. Westphall (St. Elsewhere, Folgen 1.2, 1.7 und 1.8)
- 1996: Friends (Folge 2.21)
- 1996: Chicago Hope – Endstation Hoffnung (Folge 2.22)
- 1996: Hinterm Mond gleich links (Folge 2.8)
- 1998: Fear and Loathing in Las Vegas (Cameo-Auftritt)
- 2002–2004: Eine himmlische Familie (7th Heaven, 8 Folgen)
- 2003/2004: Immer wieder Jim (According to Jim, Folgen 2.13, 2.14 und 3.16)